# Adam Wicenciak
Adam Wicenciak (ur. 27 kwietnia 1989) – polski wioślarz, wicemistrz Europy w 2013 i 2017 roku. Zawodnik Klubu Wioślarskiego z roku 1904 w Poznaniu.

## Osiągnięcia
| Rok  | Impreza                                       | Miejsce     | Konkurencja      | Lokata      |
| ---- | --------------------------------------------- | ----------- | ---------------- | ----------- |
| 2007 | Mistrzostwa Świata Juniorów                   | Pekin       | czwórka podwójna | 17. miejsce |
| 2010 | Młodzieżowe Mistrzostwa Świata                | Brześć      | czwórka podwójna | 5. miejsce  |
| 2011 | Młodzieżowe Mistrzostwa Świata                | Amsterdam   | czwórka podwójna | 10. miejsce |
| 2012 | Mistrzostwa Europy                            | Varese      | czwórka podwójna | 9. miejsce  |
| 2013 | Mistrzostwa Europy                            | Sewilla     | czwórka podwójna | 2. miejsce  |
| 2013 | Puchar Świata                                 | Eton        | czwórka podwójna | 7. miejsce  |
| 2013 | Puchar Świata                                 | Lucerna     | czwórka podwójna | 6. miejsce  |
| 2013 | Mistrzostwa Świata                            | Chungju     | czwórka podwójna | 15. miejsce |
| 2014 | Mistrzostwa Europy                            | Belgrad     | dwójka podwójna  | 13. miejsce |
| 2014 | Puchar Świata                                 | Lucerna     | dwójka podwójna  | 14. miejsce |
| 2014 | Akademickie Mistrzostwa Świata w Wioślarstwie | Gravelines  | jedynka          | 2. miejsce  |
| 2015 | Puchar Świata                                 | Bled        | dwójka podwójna  | 13. miejsce |
| 2015 | Mistrzostwa Europy                            | Poznań      | dwójka podwójna  | 17. miejsce |
| 2015 | Letnia Uniwersjada                            | Gwangju     | dwójka podwójna  | 2. miejsce  |
| 2016 | Puchar Świata                                 | Varese      | jedynka          | 11. miejsce |
| 2016 | Mistrzostwa Europy                            | Brandenburg | dwójka podwójna  | 8. miejsce  |
| 2016 | Akademickie Mistrzostwa Świata w Wioślarstwie | Poznań      | dwójka podwójna  | 2. miejsce  |
| 2017 | Puchar Świata                                 | Belgrad     | dwójka podwójna  | 3. miejsce  |
| 2017 | Mistrzostwa Europy                            | Račice      | czwórka podwójna | 2. miejsce  |
| 2019 | Mistrzostwa Europy                            | Lucerna     | czwórka podwójna | 7. miejsce  |
| 2020 | Mistrzostwa Europy                            | Poznań      | czwórka podwójna | 5. miejsce  |